# KWD 10
Die Tenderlokomotive 10 der Kleinbahn Weidenau–Deuz (KWD) wurde von der Lokomotivfabrik Jung mit der Fabriknummer 9247 gebaut. Sie war von 1942 bis 1962 in Betrieb.

## Geschichte
Nachdem mit den Lokomotiven KWD 7 und 8 sowie KWD 9 drei D-gekuppelte Lokomotiven mit Heißdampf eingesetzt wurden, wurde ab 1942 diese Lokomotive eingesetzt, die mit einer Treibachse weniger und einer zusätzlichen Laufachse eine größere Laufruhe besaß. Sie entstand unmittelbar vor den Einschränkungen wegen des Baus der Kriegslokomotiven. Trotz der sich anbahnenden Kontingentierung für Kessel- und Armatureinrichtungen aus Kupfer, Bronze und Messing wurden für die Lokomotive alle Materialwünsche genehmigt.
Die Lokomotive wurde im Personenzugdienst eingesetzt und beförderte Züge, bestehend aus fünf Personenwagen, wobei es in der Steigung hinter Netphen keine Schwierigkeiten gab.
Ein schwerer Rangierunfall widerfuhr ihr im Jahr 1959, als sie, zur Hauptausbesserung aufgebockt, von einer anderen Lokomotive von den Hebeböcken gestoßen wurde. Dabei wurden die Zylinder der Lok beschädigt und mussten ersetzt werden.
1961 wurde sie von Diesellokomotiven abgelöst, und wurde, da sich kein Käufer für die Lokomotive fand, verschrottet.

## Technik
Die Lokomotive hatte einen vollständig geschweißten Blechrahmen. In ihm waren die drei Antriebsachsen fest gelagert, die dritte Achse war die Treibachse, der Spurkranz der zweiten Achse war um 10 mm geschwächt. Die hinten liegende Laufachse war als Bisselachse ausgeführt und konnte beidseitig 120 mm ausschlagen. Sie besaß starke Rückstellfedern.
Der genietete Kessel bestand aus zwei Schüssen und war mit Speisedom, Dampfdom und Sandkasten bestückt. Die Dampfmaschine war mit waagerechten Zylindern und Heusinger-Steuerung ausgerüstet. Sie besaß Kolbenschieber der Bauart Müller. Es war eine Druckausgleicheinrichtung Bauart Winterthur vorhanden.